# Болеслав Венява-Длугошовський
Болеслав Ігнацій Флоріан Венява-Длугошовський (пол. Bolesław Ignacy Florian Wieniawa-Długoszowski; 22 липня 1881, Максимівка, біля Івано-Франківська, Австрійська імперія, нині територія України — 1 липня 1942, Нью-Йорк, США) — польський генерал, дипломат, політик та поет.

## Нагороди

### Польща
- Virtuti Militari, срібний хрест
- Хрест Хоробрих — нагороджений 4 рази (вперше в 1921 році).
- Орден Відродження Польщі
  - офіцерський хрест (1928)
  - командорський хрест (16 березня 1934)
  - командорський хрест з мечами (10 листопада 1938)
- Золотий хрест Заслуги (Польща) (17 березня 1930)
- Хрест Незалежності з мечами (12 травня 1931)
- Пам'ятна медаль учаснику війни 1918-1921 років
- Пам'ятний знак генерального інспектора збройних сил (12 травня 1936)
- Золотий Академічний лавр (7 листопада 1936)
- Медаль «Десятиліття здобутої незалежності»
- Знак «За вірну службу»
- Знак бронетанкових військ
- Пам'ятний знак «Перший кадровий»

### Королівство Італія
- Орден Святих Маврикія та Лазаря, великий офіцерський хрест
- Орден Корони Італії, великий офіцерський хрест

### Інші країни
- Орден Почесного легіону (Франція)
  - офіцерський хрест
  - командорський хрест (1937)
- Великий золотий почесний знак «За заслуги перед Австрійською Республікою» (1934)
- Орден Заслуг (Угорщина), командорський хрест із зіркою
- Орден Зірки Румунії, командорський хрест
- Орден Білого орла (Сербія), командорський хрест
- Орден Лідера 1-го класу (Афганістан)
- Медаль Перемоги
- Медаль Незалежності Литви
- Орден Трьох зірок, командорський хрест (Латвія)